# Хедда
Хедда (убит в 870 году) — настоятель из Петерборо, священномученик. День памяти — 9 апреля.

## Биография
Святой Хедда (Hedda, Haeddi) был настоятелем монастыря в Питерборо, Англия. Он и сотоварищи числом  восемьдесят четыре был замучен датчанами, лютовавшими на английском побережье в ту же пору, что и король Эдмунд. Всех их почитают мучениками.
В поздние средние века "Камень Хедды" стоял на кладбище над их могилой, в нём были сделаны отверстия для свечей, что позволяло использовать его как алтарь, на котором совершались службы со времён настоятеля Годрика (Godric). В XVIII веке паломники погружали в отверстия свои пальцы, чтобы оставить себе на память следы пыли.